# تشارلز ريتشارد أوغدن
تشارلز ريتشارد أوغدن هو سياسي كندي، ولد في 6 فبراير 1791 في مدينة كيبك في كندا، وتوفي في 19 فبراير 1866 في المملكة المتحدة.